# Kastemaskine
En kastemaskine er en tpyye belejringsvåben der kan kaste med bl.a. store sten ind over fæstningsværker.
Kastemaskinerne var konstrueret efter forskellige principper, og drivkraften var enten fjederkraft eller kontravægt.
Forskellige typer kastemaskiner:
- Fjederkraft:
  - Ballist
  - onager
  - katapult
- Kontravægt:
  - Blide